# 毛利松千代丸
毛利 松千代丸（もうり まつちよまる、生没年不詳）は安土桃山時代の人物で因幡国八東郡私部城主・毛利豊元の子。

## 生涯
天正元年（1573年）～同7年（1579年）にかけて安芸毛利氏のもとに人質に差し出された。この間の文書と思われる9月26日付「吉川元長書状」では父・豊元と同様に「毛利」姓の使用を止め、在地名の「私部」（きさいち）を名乗るように求められている。
因幡毛利氏は天正9年（1581年）の鳥取城開城後に豊元が消息不明となったため、滅亡した。その後松千代丸がどのような運命をたどったのかは史料が見つかっていないため不明である。